# Parafia Boga Ojca Przedwiecznego w Odessie
Parafia Boga Ojca Przedwiecznego w Odessie – rzymskokatolicka parafia znajdująca się w diecezji odesko-symferopolskiej w dekanacie Odessa.
Msze święte sprawowane są również w języku polskim.

## Historia
Od lat 90. XX w miejscowym katolikom służył o. Ignacy Ryndzonok SDB. Początkowo msze święte sprawowano w prywatnych mieszkaniach wiernych, a następnie w tymczasowej kaplicy. 23 lutego 2013 biskup odesko-symferopolski Bronisław Bernacki konsekrował kaplicę urządzoną w nabytym wcześniej domu w pododeskiej wsi Iliczanka, w niewielkiej odległości od granic Odessy.